# Star Girl
«Star Girl» —en español: «Chica estrella»— es el segundo single del tercer álbum de estudio de la banda británica McFly. Fue publicado el 23 de octubre de 2006 por la discográfica Island Records alcanzando el primer puesto en las listas británicas, convirtiéndose así en el sexto número #1 de la banda hasta ese momento. El single incluye una versión en vivo de la canción «Silence is a Scary Sound», perteneciente a su segundo álbum de estudio, grabada durante el Wonderland Tour. En la otra versión del sencillo se incluye la canción «We Are The Young». El 21 de octubre de 2009, la canción sonó en el espacio como despertador de los astronautas de la estación espacial internacional gracias a una campaña vía Twitter que organizó la NASA. El 15 de junio de 2009 McFly hizo una aparición sorpresa en el Wembley Arena tocando «Star Girl» con los Jonas Brothers en un concierto de estos últimos. Desde principios de 2010, el programa de la BBC Radio 1 The Chris Moyles Show reproduce la canción todos los viernes por la mañana dentro de un espacio llamado «McFlyday».

## Descripción
«Star Girl» fue escrita por Tom Fletcher, Jason Perry, Julian Emery y Daniel P. Carter. La canción en principio se titulaba «Good Night» pero la banda creía que la letra no encajaba del todo bien, por lo que se decidió cambiar toda la letra y adaptarla a una historia soñada por Tom, en la cual él mismo escribía una canción muy exitosa sobre cómo se había enamorado de una mujer alienígena. 

## Vídeo musical
El videoclip contiene contenido casero filmado en la casa de Danny en Bolton, donde los miembros de la banda intentan crear un experimento para enviar a Dougie al espacio. Están imágenes se intercalan con las de la banda tocando ante un público en el Sur de Londres.

## Lista de canciones
| CD Single (Island 1709444) |                    |          |  |
| N.º                        | Título             | Duración |  |
| 1.                         | «Star Girl»        | 3:29     |  |
| 2.                         | «We Are The Young» | 3:02     |  |

| Maxi Single (Island 1709445) |                                                                                            |          |  |
| N.º                          | Título                                                                                     | Duración |  |
| 1.                           | «Star Girl»                                                                                | 3:29     |  |
| 2.                           | «Silence Is A Scary Sound (audio)» (en vivo desde el MEN Arena durante el Wonderland Tour) | 3:55     |  |
| 3.                           | «Transylvania» (videoclip)                                                                 | 3:27     |  |
| 4.                           | «Star Girl» (versión U-Myx)                                                                |          |  |
| 5.                           | «Silence Is A Scary Sound (video)» (en vivo desde el MEN Arena durante el Wonderland Tour) | 3:55     |  |
| 6.                           | «Just My Luck DVD Trailer»                                                                 | 1:00     |  |

| DVD Single (Island 17094456) |                                                     |          |  |
| N.º                          | Título                                              | Duración |  |
| 1.                           | «Star Girl»                                         | 3:29     |  |
| 2.                           | «Star Girl»                                         | 3:35     |  |
| 3.                           | «Behind The Scenes Footage (from Just My Luck set)» | 4:00     |  |
| 4.                           | «Harry's Scene In Just My Luck»                     | 2:34     |  |

| EP Digital |                            |          |  |
| N.º        | Título                     | Duración |  |
| 1.         | «Star Girl»                | 3:28     |  |
| 2.         | «Silence Is a Scary Sound» | 3:24     |  |
| 3.         | «Transylvania»             | 4:07     |  |

## Posicionamiento en las listas de ventas
| Lista de ventas           | Posición más alta |
| ------------------------- | ----------------- |
| UK Singles Chart          | 1                 |
| UK Download Chart         | 1                 |
| Irish Singles Chart       | 14                |
| UK Chart of the Year 2005 | 88                |
| European Hot 100 Singles  | 33                |

| Predecesor: «Welcome to the Black Parade» de My Chemical Romance | Top 75 Singles — Sencillo Nº 1 29 de octubre de 2006 (1 semana) | Sucesor: «Put Your Hands Up For Detroit» de Fedde Le Grand |